# 狂人法則
《狂人法則》（英語：The Apprentice）是一部2024年传记片，由加拿大、丹麦、爱尔兰合拍，阿里·阿巴西执导，加布里埃尔·谢尔曼编剧，演出阵容包括賽巴斯汀·斯坦、傑瑞米·史壯、玛丽亚·巴卡洛娃和馬丁·多諾萬。电影剧情设置在1970年代到1980年代的纽约，讲述唐納·川普在纽约房地产行业闯荡的经历。电影定于2024年5月20日在第77屆坎城影展全球首映，2024年10月11日在美国上映。

## 演员
- 賽巴斯汀·斯坦 饰 唐納·川普
- 傑瑞米·史壯 饰 羅依·科恩
- 玛丽亚·巴卡洛娃 饰 伊凡娜·川普
- 馬丁·多諾萬 饰 弗雷德·特朗普
- 本·苏利文（Ben Sullivan）饰 罗素·埃尔德里奇（Russell Eldridge）
- 查理·卡里克（英语：Charlie Carrick） 饰 小弗雷德·特朗普
- 马克·兰道尔（英语：Mark Rendall） 饰 丹尼尔·苏利文（Daniel Sullivan）
- 乔·平格（英语：Joe Pingue） 饰 安東尼·薩雷諾

## 制作
电影于2018年5月首度公开，由加布里埃尔·谢尔曼出任编剧。2023年10月，阿里·阿巴西确认出任导演，而非最初报道的联合编剧。后续消息确认谢尔曼是电影唯一的编剧。主体拍摄于2023年11月启动，賽巴斯汀·斯坦、傑瑞米·史壯、玛丽亚·巴卡洛娃、馬丁·多諾萬宣布加盟。2024年1月28日，电影杀青。2024年2月，馬丁·多諾萬宣布出演特朗普的父亲弗雷德。

## 发行
2024年4月，电影正式入选第77屆坎城影展主竞赛单元，于电影节期间首映。

## 反响
根据評論匯總网站爛番茄汇总的53篇评论文章，75%的评论家给予该作正面评价，平均打分为6.9分（满分10分）。在Metacritic上，100位影評人共給予了62分的分數（滿分100分），這部電影獲得了「普遍好評」。

### 奖项
| 大奖       | 颁奖日期      | 奖项     | 提名人      | 结果 | 参考   |
| ---------- | ------------- | -------- | ----------- | ---- | ------ |
| 戛纳电影节 | 2024年5月25日 | 金棕榈奖 | 阿里·阿巴西 | 提名 | [ 15 ] |

## 争议

### 特朗普挚友方面
亿万富翁、前NFL球队华盛顿指挥官班主丹·施奈德向剧组捐赠了制作经费，认为电影会正面展现特朗普形象。施奈德是特朗普的挚友，曾于2016年向特朗普竞选阵营捐款110万美元，2020年竞逐连任时再捐赠10万美元。有消息指，施奈德在2024年2月看过电影初剪版，事后非常生气，其所属制片公司Kinematics的律师团队正寻求阻止电影发行。

### 特朗普竞选阵营
2024年5月20日，《综艺》杂志报道指特朗普2024竞选阵营通讯主任史蒂文·张扬言对电影采取法律行动。《综艺》称特朗普的律师团队已向剧组发出停止并终止函，寻求阻止“电影的所有营销、发行和出版”。事件发生后，导演阿巴西提出为特朗普放映电影，认为特朗普可能会认同影片对他的刻画。针对特朗普阵营的律师函，电影制片人团队发表声明，称电影“是对前总统的公正、平衡的描绘。我们希望每个人都能看到它，然后做出决定”。

### 争议场景
电影展现了一些具有争议性的场景，包括特朗普强暴第一任妻子伊凡娜，滥用苯丙胺减重，使用抽脂和整形手术来解决脱发问题。强暴场景取材自法庭离婚记录：在一份有关他们离婚的证词中，伊凡娜指控唐纳德强奸她；此外，特朗普在改变发际线的整容手术失败后，为了泄愤，一把揪住了伊凡娜的头发。